# 192450 Xinjiangdaxue
192450 Xinjiangdaxue este o planetă minoră (asteroid), cu un diametru de 7,523 km, din centura de asteroizi. A fost descoperită pe 23 noiembrie 1997 la Xinglong Station⁠(d) de Beijing Schmidt CCD Asteroid Program⁠(d). 
Obiectul prezintă o orbită caracterizată de o semiaxă mare de 3,2571498760429 UAi, o excentricitate de 0,053041647333352, o înclinație de 23,229068489462 ° în raport cu ecliptica.